# Samuel A. Holbrook
Samuel Appleton Holbrook (* 5. Januar 1815 in Connecticut; † 24. August 1896 in Freeport, Maine) war ein US-amerikanischer Geschäftsmann und Politiker, der von 1880 bis 1884 Maine State Treasurer war.

## Leben
Samuel A. Holbrook wurde in Connecticut als Sohn von Samuel Holbrook und Hannah Webster geboren. Die Familie zog nach Freeport, Maine, dort wuchs Holbrook auf.
Im Jahr 1831 eröffnete er zusammen mit William Gore ein Kaufmannsgeschäft in Freeport, welches beide bis zum Ausscheiden von Holbrook aus der Partnerschaft im Jahr 1875 gemeinsam betrieben.
Als Mitglied der Republikanischen Partei war Holbrook in den Jahren 1863 und 1864 sowie 1870 und 1872 Abgeordneter des Repräsentantenhauses von Maine und in den Jahren 1865 bis 1867 sowie 1874 und 1875 wurde er in den Senat von Maine gewählt. Von 1880 bis 1884 war er Treasurer von Maine.
Holbrook heiratete im Jahr 1850 Emma Cushing Burr, mit der er zwei Töchter hatte. Holbrook starb am 24. August 1896 in Freeport. Sein Grab befindet sich auf dem Woodlawn Cemetery in Freeport.